# Spinogonium decoratum
Spinogonium decoratum là một loài chân đều trong họ Paramunnidae. Loài này được Shimomura miêu tả khoa học năm 2009.